# Пушкінські Гори
Пушкінські гори (рос. Пушкинские горы) — селище міського типу, центр Пушкіногорського району Псковської області, Росія.

## Культура
Смт Пушкінські Гори та Пушкіногорський район невід'ємно пов'язані з ім'ям найвідомішого російського поета Олександра Пушкіна. На території району розташований музей-заповідник «Михайлівське». 